# John Talbot Dillon
John Talbot Dillon (1739 - Dublín, 31 de agosto de 1805), viajero, hispanista y cervantista irlandés.

## Biografía
Hijo de Arthur Dillon y Elizabeth Lambert, y nieto de Sir John Dillon de Lismullen, caballero y miembro del Parlamento por Meath, desde 1771 a 1776 tuvo un escaño en el parlamento irlandés representando a Wicklow Borough, y entre 1776 y 1783 a Blessington, aunque en la mayor parte de ese tiempo se dedicó a viajar por el extranjero dejando de lado las actividades políticas. Recorrió Italia y España y residió algún tiempo en Viena, donde el emperador José II le concedió importantes distinciones, entre otras el título de barón libre del Sacro Imperio Romano Germánico por su labor en el parlamento en favor de sus compatriotas católicos. En efecto, fue un ardiente defensor de la libertad religiosa. En 1801 Jorge III le concedió el título de Baronet del Reino Unido.

## Obras
Escribió varios libros sobre España, algunos de ellos adaptaciones de obras españolas, deuda que suele indicar en los prólogos. Su obra más conocida es Travels through Spain with a view to illustrate the natural history and physical geography of that kingdom in a series of letters (Londres, 1780), que incluye informaciones extraídas de la Historia natural de España de William Bowles (Madrid, 1775) y de Antonio Ponz, del doctor Ortega en cuanto a las aguas minerales de Trillo y de Joseph Amer en cuestiones botánicas.
La obra conoció varias reimpresiones y fue traducida al francés de inmediato y al alemán en 1782. En 1781 publicó otros viajes por España, Travels from an English traveller in Spain in 1778, on the origin and progress of poetry in that kingdom, with occasional reflections on manners and customs and illustrations of the romance of Don Quixote; cita como fuentes a Juan José López de Sedano y al padre Martín Sarmiento y se tradujo al francés, ya en 1810, con el título Essai sur la litterature espagnole. Fue amigo del reverendo John Bowle, primer editor moderno del Quijote, y merece editarse su extenso carteo (se encuentra en la biblioteca de la Universidad de Ciudad del Cabo.) Escribió otras obras que lo acreditan como hispanista: Sketches on the art of painting translated from the Spanish, traducción de la carta de Mengs a Antonio Ponz; en 1778, A history of the reign of Pedro el Cruel y, en 1800, su Alphonso and Eleonora or the triunph of valor and virtue, una historia de Alfonso VII de Castilla en la que le apoya por haberse arriesgado en la batalla de Alarcos sin contar con sus celosos aliados los reyes de León y Navarra. De sus viajes excluye conscientemente asuntos políticos y militares.